# Realisme (filosofia)
El realisme fa referència a una posició que considerava les formes platòniques, o conceptes universals, com a reals. A la filosofia de Plató, un nom comú, com llit, es refereix a la naturalesa ideal de l'objecte, suggerida per la seva definició, i aquesta naturalesa ideal té una existència metafísica independent dels objectes particulars d'aquesta classe. Així, la circularitat existeix a part dels cercles particulars, la justícia, independentment dels individus o Estats justos particulars, i la idea de llit, independentment dels llits particulars. A l'edat mitjana aquesta posició va ser defensada davant el nominalisme, que negava l'existència d'aquests universals. Els nominalistes afirmaven que els molts objectes anomenats per un únic nom no comparteixen res sinó només aquest nom. El terme mitjà entre aquestes dues posicions incloïa el realisme moderat, que afirmava que els universals existeixen en els objectes del mateix tipus però no independents d'aquests, i el conceptualisme, que mantenia que els universals podrien existir amb independència dels objectes d'un tipus particular, però només com una idea de la ment, no com una entitat metafísica que existeix en si mateixa.